# Modupe Irele
Modupe Enitan Irele é uma diplomata nigeriana e actual embaixadora nigeriana na França, sendo a primeira mulher a ocupar o cargo desde que a missão diplomática nomeou o seu primeiro representante em 1966. Ela foi indicada pelo presidente Muhammadu Buhari em 20 de outubro de 2016, e apresentou as suas credenciais ao presidente Macron no dia 18 de dezembro de 2017.

## Carreira e educação
Modupe Irele nasceu na Nigéria e obteve o seu bacharelato em inglês com especialização em francês pela Universidade de Ibadan. Ela obteve o seu mestrado na mesma instituição. Modupe obteve um segundo mestrado em educação pela University College Dublin. Em 1996, ela obteve um doutoramento na Penn State University em Aprendizagem Online e Treino de Professores.
Irele começou a sua carreira no sector bancário, passando 15 anos como banqueira de varejo, antes de se aventurar em consultoria educacional. Ela dirige a sua própria empresa de consultadoria educacional na Nigéria, a Key Learning Solutions e actuou na Faculdade de Departamento e Sistemas de Aprendizagem e Desempenho no Departamento de Educação da Penn State University.